# Cuisine djiboutienne
La cuisine djiboutienne est inspirée par les cuisines somalie, afare, yéménite, et éthiopienne, avec une légère influence des styles asiatiques et indiens. Les repas sont généralement halal. Une partie de la cuisine de Djibouti est composée de fruits de mer frais et de viande. Un des plats les plus populaires de Djibouti est le fah-fah, soupe de bœuf épicé. Cependant, le coût de la viande et des poissons les rendent peu accessibles à la partie la plus pauvre de la population.

## Petit déjeuner
Le petit déjeuner est un repas important pour les Djiboutiens, qui commencent souvent la journée avec du thé. Le plat principal est généralement un pain ressemblant à une crêpe, le lahoh, qui peut aussi être mangé avec un ragoût ou une soupe. Il est comparable à l'injera éthiopienne, mais plus petit et plus mince. Un plat d'accompagnement de foie, de viande de chèvre et de bœuf cuit glacé dans un lit de soupe ou jerky, peut également être servi. Trois morceaux de lahoh sont souvent consommés avec du miel, du beurre clarifié, et une tasse de thé.

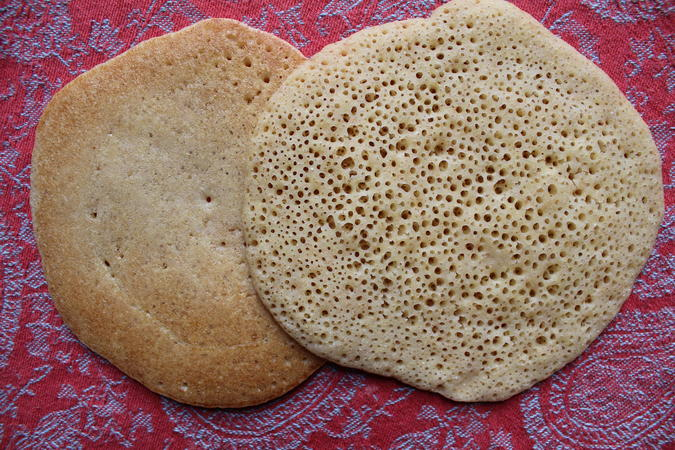
Le lahoh, crêpe très populaire à Djibouti et en péninsule arabique.

## Déjeuner
Le déjeuner (khada) et le dîner (qascha) sont souvent constitués d'un plat principal de soupe (maraq), dont il existe de nombreuses variantes et saveurs. Le riz est habituellement servi au déjeuner accompagné de viande ou de bananes. Dans la ville de Djibouti, le steak et le poisson sont largement consommés. Les pâtes (baasto) sont souvent présentées avec un accompagnement en sauce plus lourd que la sauce des pâtes italiennes. Comme pour le riz, elles sont également servies avec de la banane. Les viandes grillées sont souvent consommées avec des pâtes. La cuisine djiboutienne est généralement préparée en utilisant beaucoup d'épices, allant du safran à la cannelle ; elle montre les traces de l'influence arabe sur la cuisine nationale et la culture dans son ensemble. Les plats épicés connaissent  de nombreuses variantes, de la traditionnelle soupe djiboutienne « fah-fah » (soupe de bœuf bouilli épicée) à l'« yetakelt wat »[réf. nécessaire] (ragoût de légumes épicées en mélange). Les plats les plus populaires sont les lentilles et le riz, qui sont généralement assaisonnés avec du  berberé (mélange d'épices) ou du « niter kebbeh », un beurre clarifié épicé.

## Collations et desserts
Les sambuusas, la version somalienne de la collation triangulaire samosa, sont fréquemment consommés à Djibouti au cours du ramadan lors du repas de l'iftar. La variante locale est épicée avec du piment vert, et l'ingrédient principal est souvent la viande de chèvre ou du poisson. Le xalawo ou xalawa(prononcé «halawo» ou «halawa») et le halva sont des confiseries populaires servies lors d'occasions spéciales, comme les célébrations de l'Aïd ou les réceptions de mariage. 

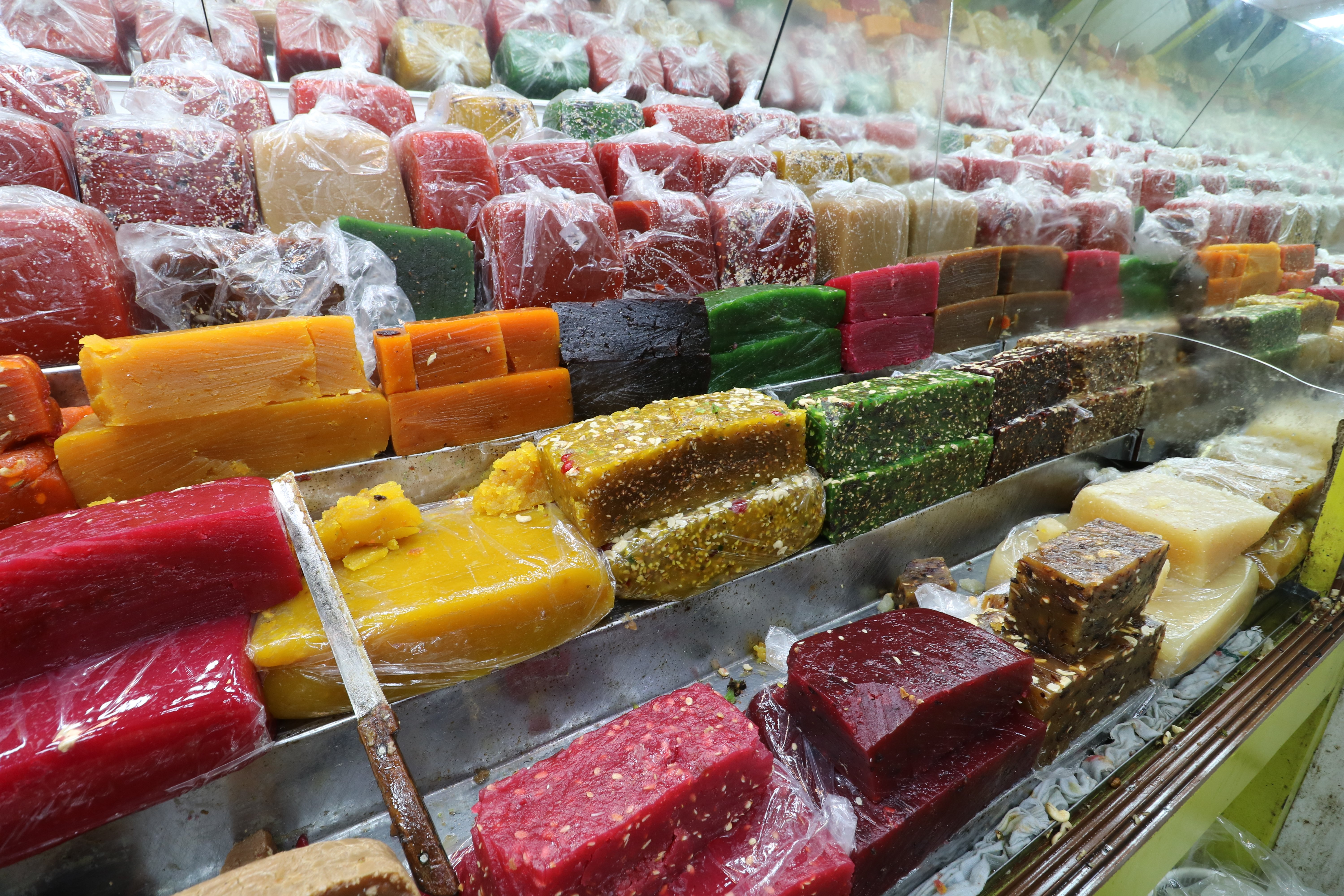
Halva, confiserie pour les fêtes musulmanes.

Le garoobey (bouillie d'avoine) est l'un des plats de base de Djibouti. Il est préparé en trempant l'avoine dans du lait, parfumé de graines de cumin ou du cumin en poudre. Les fruits tels que la mangue, la goyave (seytuun) et la banane (moos) sont consommés tout au long de la journée lors de collations.